# Pasar Baru (Bandung)

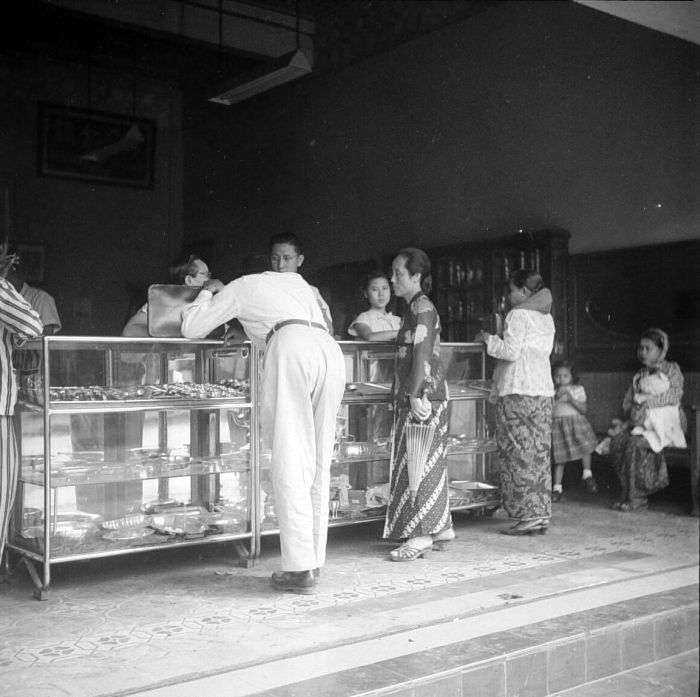
Een goudsmidwinkel op de markt 'Pasar Baru' te Bandung (1951).

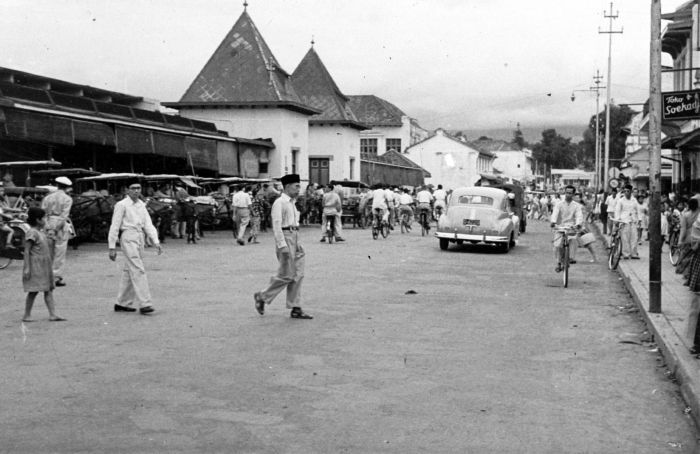
Pasar Baru (1950).

Pasar Baru is een markt in de Indonesische stad Bandung. De markt is ontstaan tijdens de Nederlandse aanwezigheid. Tijdens de grote brand (Bandung Lautan Api) in 1946 werd de Pasar Baru volledig verwoest. Momenteel bestaat Pasar Baru Trade Center uit een groot complex met zeven verdiepingen, waar van alles wordt verkocht.